# Trimerina indistincta
Trimerina indistincta är en tvåvingeart som beskrevs av Nina Krivosheina 2004. Trimerina indistincta ingår i släktet Trimerina och familjen vattenflugor.
Artens utbredningsområde är Finland. Arten har ej påträffats i Sverige. Inga underarter finns listade i Catalogue of Life.